# Wśród przełomu

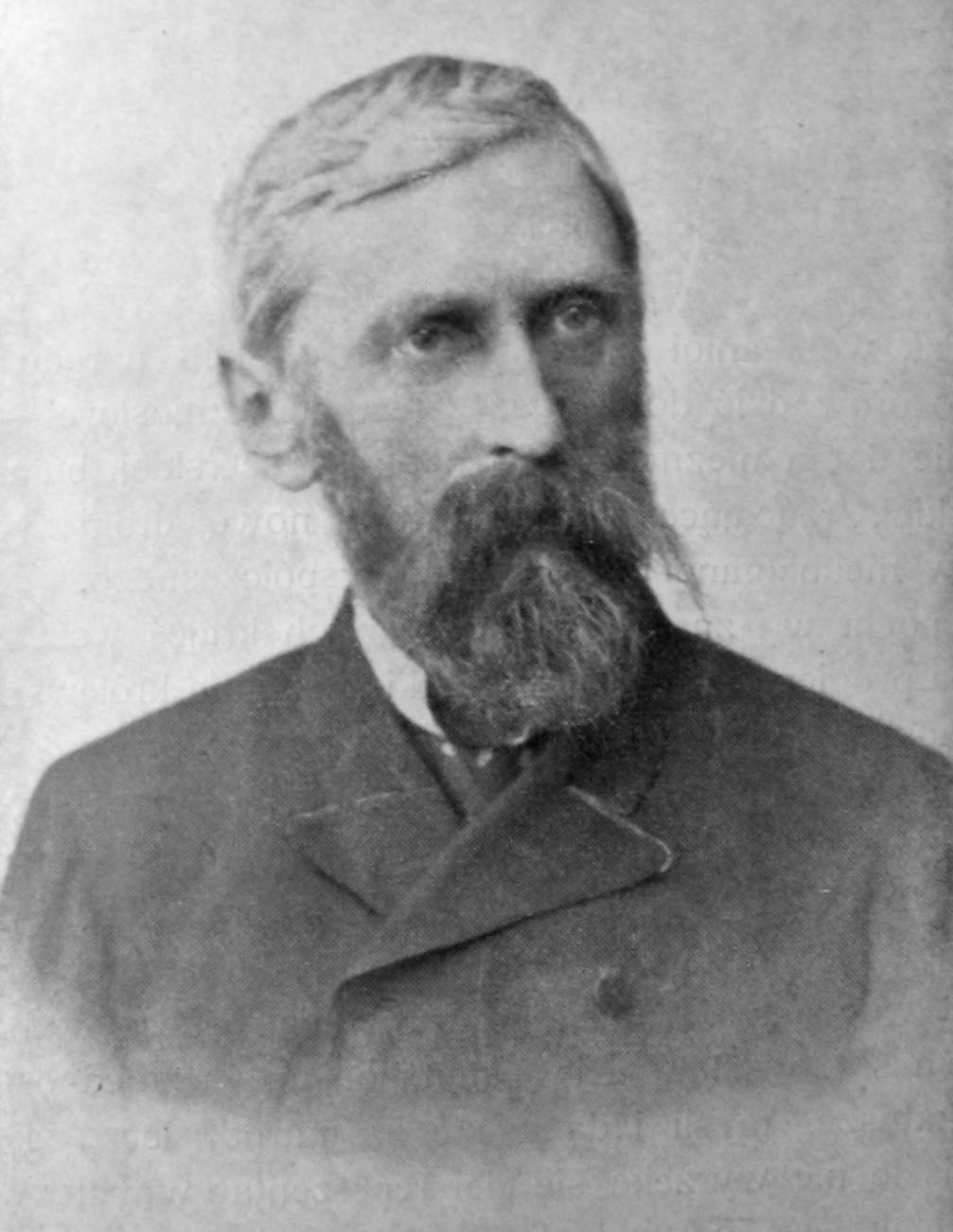
Adam Asnyk

Wśród przełomu – poemat Adama Asnyka, powstały w 1894.
Wiersz ma charakter katastroficzny. Zalicza się do liryki poety o tematyce społecznej. Utwór jest napisany strofą królewską, czyli zwrotką siedmiowersową, rymowaną ababbcc. Strofa ta jest typowa dla dawnej poezji angielskiej. Składa się z dwudziestu dwóch zwrotek. Asnyk posłużył się jedenastozgłoskowcem.
Na niebie odblask łun ognistych płonie

I ciemne noce opromienia krwawo;

Skrwawione widma wyciągają dłonie,

W poświście wichru lecą z mgieł kurzawą,

Powietrze jęków wypełniając wrzawą;

Nad krwią przelaną, która świeżo dymi,

Z ciemności kształt się wynurza olbrzymi...